# 이치쿠리촌
이치쿠리촌(一栗村)은 1954년까지 미야기현 다마쓰쿠리군 동남부에 있던 촌이다. 현재의 오사키시 이와데야마 시모이치쿠리, 이와데야마 우에노메, 이와데야마 이케쓰키에 해당한다.

## 역사
- 1889년 4월 1일 - 정촌제 시행과 함께 3촌이 합병해 이치쿠라촌이 성립하였다.
- 1954년 4월 1일 - 이와데야마정, 니시오사키촌, 마야마촌과 합병해 새로운 이와데야마정이 되었다.

## 교통

### 철도
- 국철 리쿠우토선

※합병 후 1960년에 가미이와데야마역이 개업, 1997년 에 니시오오사키역으로 개칭).